# Zbigniew Senkowski
Zbigniew Senkowski (ur. 27 października 1955 w Wałbrzychu, zm. 17 października 2022) – polski polityk, górnik, działacz związkowy, poseł na Sejm III kadencji.

## Życiorys
Był synem Andrzeja i Reginy. Ukończył w 1972 zasadniczą szkołę zawodową górniczą. Pracował w Kopalni Węgla Kamiennego „Thorez”. W 1980 wstąpił do „Solidarności”. W 1981 po wprowadzeniu w Polsce stanu wojennego organizował w kopalni strajk, za co został skazany na karę pozbawienia wolności. W latach 90. był wiceprzewodniczącym zarządu regionu dolnośląskiej związku.
W wyborach w 1997 uzyskał mandat posła na Sejm III kadencji z listy Akcji Wyborczej Solidarność z okręgu wałbrzyskiego. W 2001 nie został ponownie wybrany. Należał do Ruchu Społecznego, później związał się z Prawem i Sprawiedliwością.
W 2007 wspólnie z Radosławem Mechlińskim opublikował książkę Wałbrzyska Solidarność, poświęconą historii związku w regionie.
W 2019 został odznaczony Krzyżem Wolności i Solidarności.
Pochowany na cmentarzu parafialnym przy kościele św. Anny w Wałbrzychu.